# Hermann Maas
Hermann Maas (ur. 3 stycznia 1842 w Stargardzie, zm. 23 lipca 1886 w Würzburgu) – niemiecki chirurg.
Studiował medycynę w Greifswaldzie i Wrocławiu. W 1865 roku ukończył studia, następnie był asystentem w Szpitalu Wszystkich Świętych u Middeldorpfa. W 1866 roku został ordynatorem lazaretu. Habilitował się z chirurgii w 1869 roku. Od 1873 roku ponownie we Wrocławiu, w 1876 został profesorem nadzwyczajnym. W 1883 roku powołany na katedrę chirurgii Uniwersytetu w Würzburgu jako następca Ernsta von Bergmanna. Zmarł trzy lata później, po krótkiej chorobie.